# Кобыльня (станция)
Кобыльня, ж/д станция (рум. Cobîlea, stație de cale ferată) — село и железнодорожная станция в Шолданештском районе Молдавии. Наряду с сёлами Большие Котюжены и Кушеловка входит в состав коммуны Большие Котюжены.

## География
Станция Кобыля расположена на высоте 214 метров над уровнем моря.

## Население
По данным переписи населения 2004 года, на станции Кобыля проживает 242 человека (130 мужчин, 112 женщин).
Этнический состав села:
| Национальность | Число жителей | Процентный состав |
| -------------- | ------------- | ----------------- |
| молдаване      | 232           | 95,87             |
| русские        | 5             | 2,07              |
| украинцы       | 3             | 1,24              |
| румыны         | 1             | 0,41              |
| прочие         | 1             | 0,41              |
| Всего          | 242           | 100 %             |